# Contea autonoma yi e hui di Weishan
La contea autonoma yi e hui di Weishan (巍山彝族回族自治县S, Wēishān Yízú Huízú ZìzhìxiànP) è una contea della Cina, situata nella provincia di Yunnan e amministrata dalla prefettura autonoma bai di Dali.